# 敘利亞武裝部隊
敘利亞武裝部隊（羅馬化：al-Quwwāt al-Musallaḥah as-Sūrīyah）是敘利亞的軍事部隊。
自1943年開始，敘利亞的軍隊在國內政局中發揮重要作用，曾經參與過數次政變，包括1963年、1966年與1970年。該軍隊曾經四次與以色列爭戰（分別是第一次中東戰爭、六日戰爭、贖罪日戰爭與黎巴嫩戰爭），亦曾在1970年約旦內戰與約旦發生戰鬥。從1976到2005年，敘利亞的軍隊也佔領過黎巴嫩。自從敘利亞復興黨政權成立以來，敘利亞的政府使用敘利亞阿拉伯武裝部隊為國家的軍隊。
自從敘利亞復興黨掌權以來，該國的軍隊曾經打壓了1976到1982年的敘利亞伊斯蘭起義。從2011到2024年期間，該軍隊在敘利亞內戰中與敘利亞反對派爭戰，是該國自從1940年代以來最血腥與持久的戰爭。在2024年12月阿薩德政權垮台過後，復興黨時期的軍隊已解散。新的第一屆敘利亞過渡政府表示，有意重組新的武裝部隊。2024年12月24日，有報道表示穆尔哈夫·阿布·卡斯拉被任命為新的國防部長，而阿里·努爾丁·阿爾納桑則會成為敘利亞參謀總長。

## 歷史

### 1923–1945年：託管時期
法屬敘利亞及黎巴嫩託管地在1923年成立了自願軍，原意是抵擋阿拉伯民族主義的興起，其後將成為敘利亞的陸軍。雖然該軍隊最初全是法國人，但也是敘利亞本土首支軍隊。1925年，該軍隊重整成黎凡特軍隊。
法國維持了一支國家憲兵來管理敘利亞龐大的荒山野嶺。雖然軍隊的高級職位仍然是由法國人控制，但較低層的也開始由霍姆斯軍事學院的本土畢業生擔任。1938年，該軍隊有大約1萬名士兵與306名軍官，其中有88名是法國人（都是高級軍官）。軍隊裏面的士兵，大部分都來自少數民族，例如阿拉維派、德魯兹派、庫爾德人與切爾克斯人。
1941年二次大戰期間，黎凡特軍隊曾嘗試抵擋二戰同盟國在敘利亞-黎巴嫩戰場上的進攻，但沒有成功，維希法國在敘利亞的政權不久後完結。此後，敘利亞的軍隊隸屬自由法國的管制下，成為黎凡特部隊（Troupes du Levant）。
到1945年，敘利亞的軍隊人數有大約5千人，憲兵大約3,500人。在1946年4月，隨著敘利亞獨立，軍隊裏的法國人也陸續離開。到1948年第一次中東戰爭開戰時，敘利亞的軍隊已經有1.2萬人。

### 1946-1963年：共和國時期

1932-1958年與1961-1963年期間的敘利亞國旗

在敘利亞獨立後，首次的主要戰鬥是與以色列在第一次中東戰爭的爭戰。此外，該軍隊也參與過數次政變，而政治動蕩亦影響了軍隊的專業程度，因為政變後一般都會清除持反對聲音的軍官。1949年3月，參謀長胡斯尼·扎姆發動了政變，自稱為總統。阿迪卜·施捨克里於同年12月發動類似政變，管治直到1954年完結。

敘利亞在1958-1961年期間，屬於聯合阿拉伯共和國；敘利亞在1980-2024年間也沿用了這國旗

在1958-1961年期間，敘利亞屬於聯合阿拉伯共和國，所以也隸屬了該國的軍隊。其中第一軍是敘利亞部分，而第二和第三軍則由埃及人組成。

### 1963-2024年：復興黨政權
1963年，敘利亞復興黨成功發動了1963年敘利亞政變，推翻舊有共和政府，成立復興黨政府。中央政府在政變以前，已經陸續失去對國家的控制，讓復興黨的軍事委員會看出了時機。他們知道需要控制大馬士革附近的基斯沃和蓋泰納，同時也要控制霍姆斯與大馬士革的電臺。這群復興黨的軍官，包括未來總統哈菲茲·阿薩德。
政變過後，將軍阿明·哈菲茲去除了很多遜尼派的軍官，容許過百名阿拉維派的人成為軍官。這導致阿拉維派的軍官發動1966年敘利亞政變，首次讓阿拉維人控制大馬士革。
1967年，敘利亞的軍隊參與了六日戰爭，與以色列作戰。戰後，敘利亞失去了戈蘭高地的控制。敘利亞也參與過以埃消耗戰爭，同樣針對以色列。此外，敘利亞也參與了1970年約旦內戰，針對約旦政府。
1970年，哈菲茲·阿薩德發動了糾正運動，開始長達30年的統治。1973年爆發贖罪日戰爭，敘利亞試圖攻下戈蘭高地，但沒成功。敘利亞後來與以色列簽署了《部隊脫離接觸協議》，穩定了兩國之間的邊界。該區直到敘利亞內戰爆發後，才出現衝突。

#### 黎巴嫩戰爭
1976年，黎巴嫩政府容許敘利亞軍隊進入，來抵擋巴解與黎巴嫩的基督教部隊。阿拉伯國家聯盟成員成立了阿拉伯國家威懾部隊來協助黎巴嫩政府，有大概25,000人。1978年，蘇丹、沙地阿拉伯與阿聯酋宣佈他們的部隊退出，到1979年初完成。此後，該聯盟部隊只剩下敘利亞軍隊與巴勒斯坦解放軍。
1982年，以色列入侵南黎巴嫩，導致1982年黎巴嫩戰爭爆發。雖然阿拉伯的聯盟部隊沒有續期，但敘利亞仍然繼續在黎巴嫩駐軍。他們繼續在黎巴嫩與以色列爭戰，直至以色列於1985年開始撤軍。此後，敘利亞與巴解爆發難民營戰爭。1990年内戰結束，敘利亞在黎巴嫩的控制開始遭到質疑。2005年，黎巴嫩爆發雪杉革命，要求敘利亞撤軍，最後敘利亞於同年4月完全撤退。有聲稱指控敘利亞部隊有參與拉菲克·哈里里遇刺，聯合國事後開始了調查組。

#### 其他爭戰
除了黎巴嫩以外，敘利亞的軍隊在這時期也參與過其他戰鬥。該軍隊曾於1979-1982年間與穆斯林兄弟會爭戰，包括發動1982年的哈馬大屠殺來鎮壓遜尼派人士。此外，該國也參與了海灣戰爭，派了大約2萬名士兵來抵擋伊拉克對科威特的入侵。該國派出的第9裝甲師本來並沒有太大的動靜，到後期也有參與解放科威特，總死傷為2死1傷。當時，敘利亞政府有意把該參與人數加倍至4萬人。

#### 現代化
在1970年哈菲茲·阿薩德掌權後，他開始把軍隊的裝備現代化。軍隊只在10年後已經擴大了162%，而到2000年更是264%。敘利亞曾經有一段時間，把國家近70%的預算都用於軍隊上。
在2000年巴沙爾·阿薩德接管以後，他繼續把軍隊現代化。在2009年9月，敘利亞向俄羅斯買了數架米格-29M戰鬥機、鎧甲-S1導彈、9K720伊斯坎德爾飛彈、雅克-130、與兩艘潛水艇。此外，俄國有意把塔爾圖斯海軍基地轉化成長期基地。
敘利亞內戰爆發後，兩國的軍事買賣仍然有繼續。時任俄羅斯外交部部長的謝爾蓋·拉夫羅夫表示，這些軍事買賣並“不是為了支持阿薩德”，而俄國也“並不支持敘利亞國內任何派系”，所以該買賣並不違反國際法。美國與以色列則反對俄國向敘利亞提供軍火，怕它們落入真主黨或伊朗的手中。

#### 敘利亞内戰

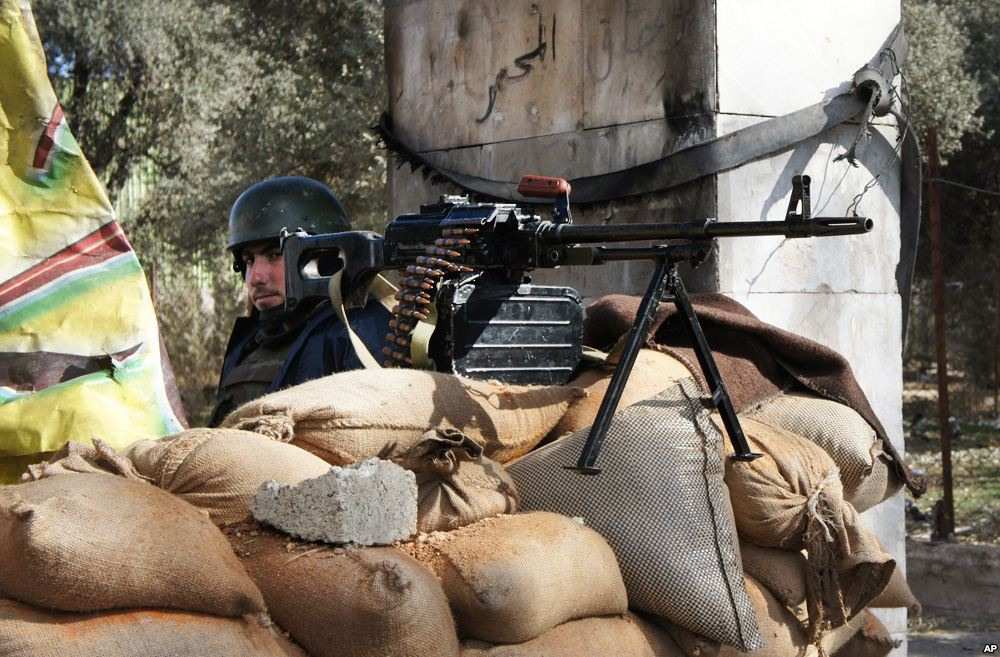
一位敘利亞士兵看守位於大馬士革的一個關卡

2011年3月，敘利亞爆發敘利亞革命，民眾表達對阿薩德政府的不滿。其後在4月，有報導表示政府派出軍隊打壓示威，導致部分士兵轉投敘利亞反對派。到2014年，轉投的人數已達17萬，並組織了自由敘利亞軍。
在2012年3月，敘利亞政府推出新政策，禁止所有18-42歲的男子離開邊境。在同年7月，有自由敘利亞軍的領袖表示，平均每天有20-30名軍官轉投反對派。
2012年7月18日，敘利亞國防部長達烏德·拉吉哈、前國防部長哈桑·圖爾克馬尼與將軍阿塞夫·肖卡特在一次炸彈襲擊中過世。敘利亞情報部長希沙姆·伊赫蒂亞爾與將軍（並總統阿薩德的弟弟）馬希爾·阿薩德也在襲擊中受傷。
自從敘利亞爆發戰爭以來，人權組織大多都指出敘利亞政府軍的虐待問題非常嚴重。其中，犯下了戰爭罪的軍隊分支包括陸軍、空軍、與敘利亞的軍事情報。不過，敘利亞政府均拒絕該指控。他們亦反指由外國支持的非正規軍，包括蓋達組織成員，才是這些暴行的罪魁禍首。
| 年份 | 陸軍人數 | 空軍人數 | 總數（陸軍與空軍） |
| ---- | -------- | -------- | ------------------ |
| 2011 | 220,000  | 100,000  | 320,000            |
| 2014 | 110,000  | 63,000   | 173,000            |

在内戰期間，敘利亞軍隊的人數大跌，由2011年的30萬人跌至2014年的15萬。同時，政府引入了6萬名共和國衛軍與5萬名庫爾德人的軍隊。2015年，LifeNews 的報告出現類似的數字。
雖然人數大減，但敘利亞軍隊的行動卻變得更靈活，特別是針對游擊戰。他們從先前的大型組織，改成以小組為主，容許低層軍官增加影響力。
2018年9月，根據 Statista 的數據估計，敘利亞的軍隊自從開戰以來失去了111架戰鬥機，包括不少無人機。這些主要都是頭四年失去，到2015年俄羅斯介入後損失大減。

### 2024年-現在：過渡政府
在2024年12月，敘利亞反對派發動攻勢，導致阿薩德政權垮台。在攻勢期間，敘利亞政府軍有些進入了伊拉克邊境，亦有其他脫下了他們的軍裝衣服。前美國將軍韋斯利·克拉克表示，軍隊進入伊拉克是“士氣低落與陸軍瓦解”的跡象，證明政府軍的士兵也清楚知道自己會輸。他把這情況與2021年的喀布爾戰役作比較，當時阿富汗軍隊同樣因沒有勝算而令軍隊“溶化” 。
截至2024年12月11日，敘利亞民主力量繼續控制該國東北部的羅賈瓦，而他們的領袖亦正在與新政府進行磋商，希望“創造一個不由朱拉尼控制的敘利亞政府”。南方作戰室的領袖也有類似的談判，並表示有意與沙姆解放組織一起“合作”，但沒有表明會支持由該組織主導的敘利亞過渡政府。
12月17日，敘利亞新總理穆罕默德·巴希爾表示，新的敘利亞國防部將會由敘利亞反對派的不同派系共同組成。 穆尔哈夫·阿布·卡斯拉，沙姆解放組織的軍事領袖，表示“所有軍事部隊會自然地過渡成為一個單一的軍隊，來保護敘利亞的所有人民”，並表明“新的敘利亞絕對不容許伊斯蘭極端分子來發動攻擊”。卡斯拉在與法新社的訪問期間，亦聲稱“沙姆解放組織將會率先解散自己舊有的武裝部隊”。12月21日，有報告表示卡斯拉已被任命為新的國防部部長。
12月22日，敘利亞領袖艾哈邁德·沙拉表示，新政府將會把敘利亞的武裝部隊重組。兩天後，過渡政府宣佈“艾哈邁德·沙拉與敘利亞反對派的各分支領袖得出共識，各方同意解散舊有軍隊，並整合至新的國防部”。
12月26日，有報導表示，敘利亞過渡政府正在試圖捕獲前將軍穆罕默德·哈桑，因為他與臭名遠播的賽德納亞監獄有重要關連。同時，“前領袖巴沙爾·阿薩德的舊軍隊”亦殺了14名沙姆解放組織成員，爆發西敘利亞衝突。
12月29日，艾哈邁德·沙拉宣佈晉升42人為上校、5人為準將、和2人為少將，其中該兩名就是國防部長卡斯拉與參謀部長納桑。2025年1月，國防部長表示已與超過60個軍事組織進行談判，並聲稱他們所有都同意成為新的武裝部隊的一部分，但拒絕了敘利亞民主力量希望成立一個“庫爾德人集團”的要求。

## 分支

### 陸軍

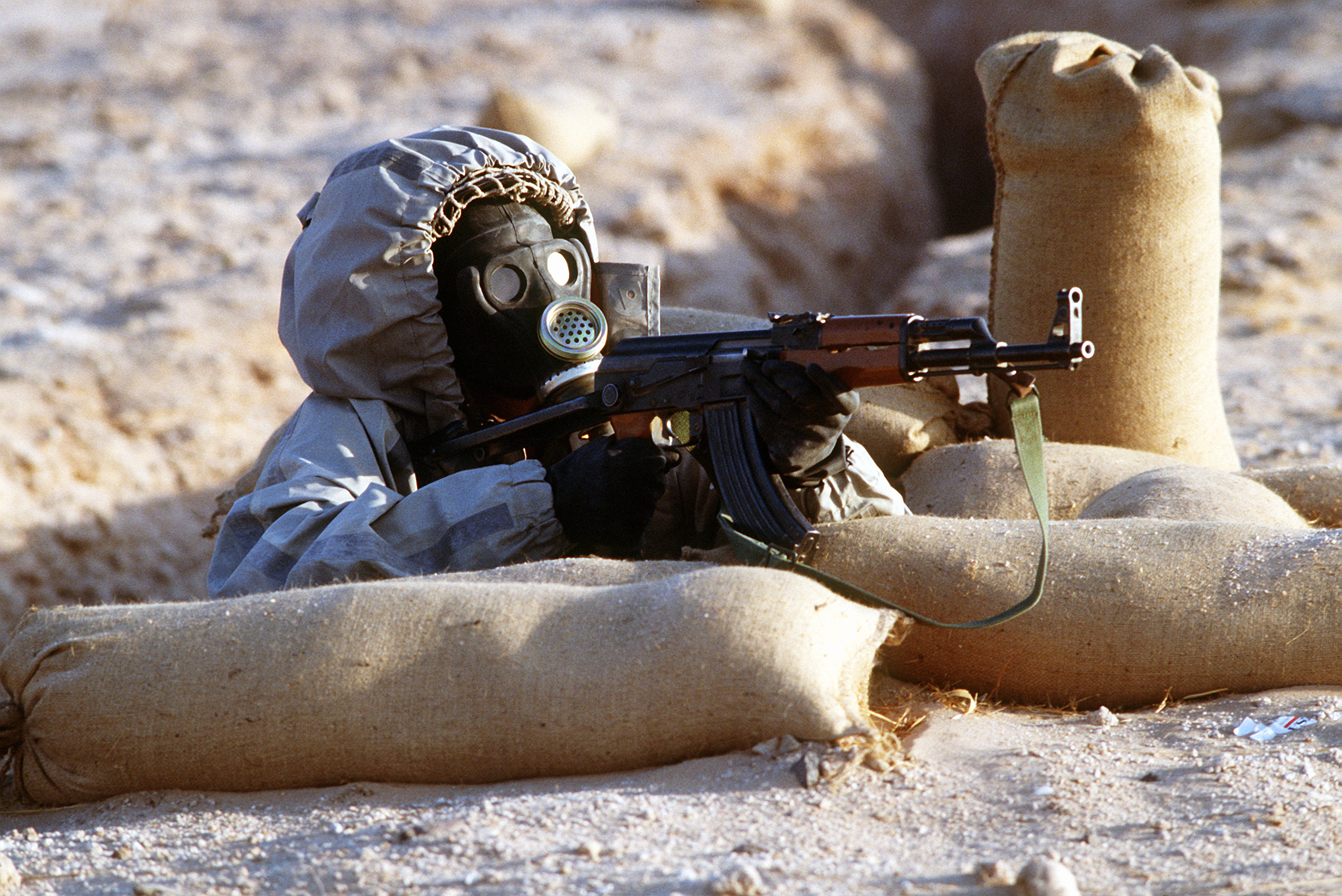
1990年的一次軍事演習期間，一位敘利亞士兵使用56式自動步槍，並穿著蘇聯時期的防毒面罩

歷史上，敘利亞陸軍一直都是敘利亞的軍隊裏，最主要的分支。陸軍包含了軍隊大約80%的人力，並在1987年成立了第14特种师為特種部隊。2010年，國際戰略研究所估計敘利亞的軍隊有大約22萬名職業士兵和28萬名後備軍。翌年，該數據維持不變，但到2013年的估計就跌至11萬人。到2018年底，分析家估計敘利亞的軍隊只有大約10萬名士兵。
在敘利亞內戰初期，敘利亞軍隊的人數由戰前的32.5萬急跌至15萬，主要原因為戰場死傷、逃兵、與拒服兵役。到2023年，敘利亞軍隊的人數再回升至17萬人，但準軍事組織與後備軍的人數則跌了約5萬人。

### 空軍
敘利亞空軍在1948年成立，並在第一次中東戰爭首次出戰。在敘利亞復興黨政權期間，該空軍正式名為“敘利亞阿拉伯空軍”。該軍隊的陸基防空並不屬於空軍，而是另外屬於敘利亞防空軍。2024年12月，在阿薩德政權垮台過後，該空軍的大部分裝備在以色列攻擊期間被毀。

## 裝備與徽章

### 武器

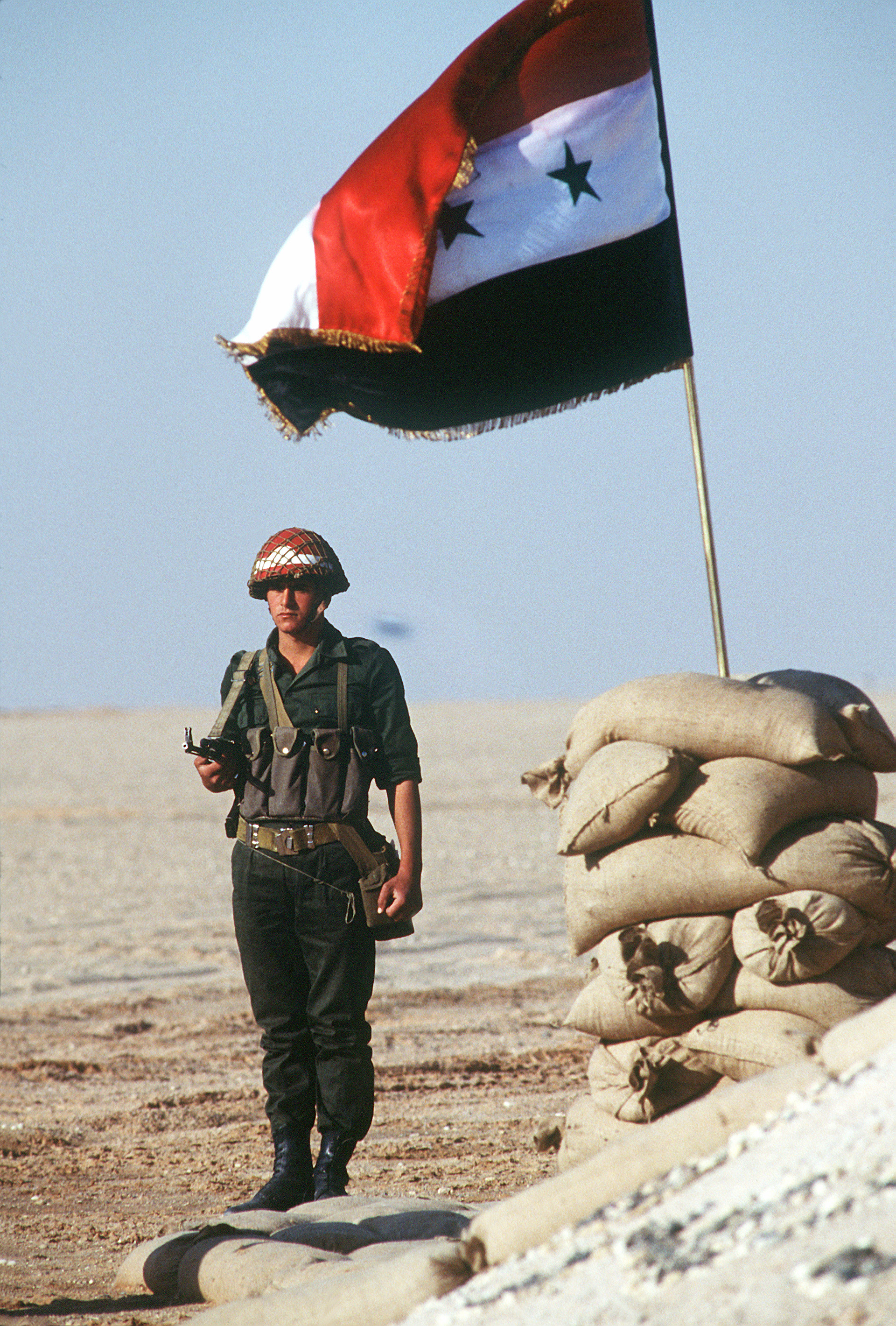
一位敘利亞軍事警察在海灣戰爭期間看守著崗位

1991年蘇聯解體，導致敘利亞失去重要的軍事盟友，特別是在提供武器與軍事訓練的方面。在1990年代初，敘利亞從北韓軍隊獲得了數枚飛毛腿飛彈，主要是C和D兩種。此外，有聲稱伊朗與北韓曾幫助敘利亞開發該飛彈。
敘利亞從波斯灣阿拉伯國家得到了不少經濟援助，其中不少都是用於敘利亞的軍隊上。2005年，俄羅斯清除了敘利亞向蘇聯大部分的國債，以便繼續向敘利亞進行軍事貿易，總數為$134億中的$98億。截至2011年，俄羅斯是敘利亞軍隊主要的軍武來源，價值共為$40億。敘利亞曾經進行過大規模殺傷性武器的研發與生產。

### 軍裝

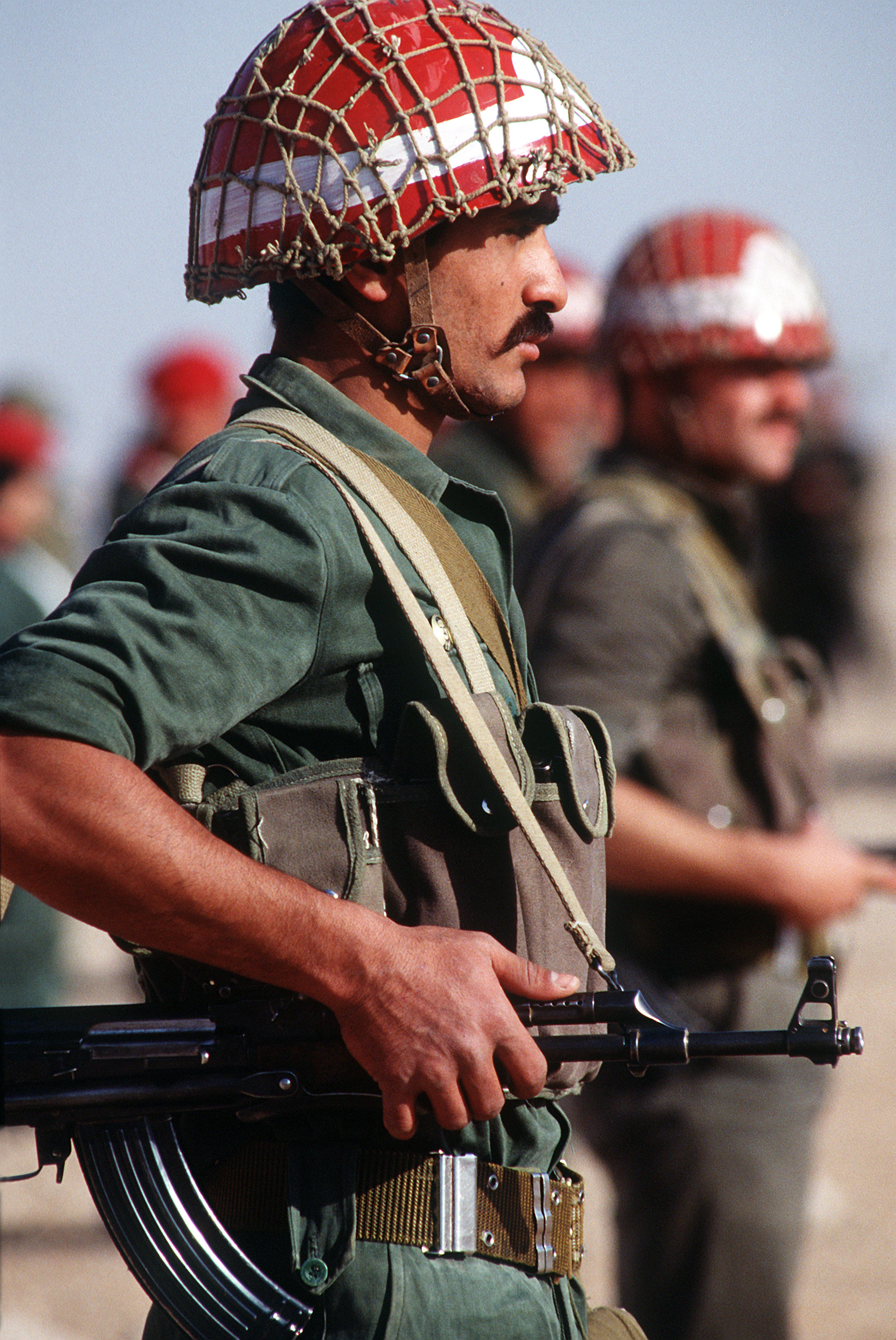
一位敘利亞軍事警察在海灣戰爭期間立正，手持著AK-47步槍

在1987年，根據美國國會圖書館的研究，敘利亞的軍裝一般跟從英國陸軍較舊時的軍裝模式。在陸軍，一般士兵會穿一件長外套（正式）和一件短外套（非正式），而軍官則在夏天穿卡其，冬天穿橄欖綠。陸軍和防空軍的部份軍人會穿迷彩服裝；空軍在夏天穿卡其與淺灰色，冬天穿深藍與淺灰色。在海軍，軍官一般夏天穿白色，冬天穿海軍藍；普通士兵就穿傳統的喇叭褲和白色襯衫。 海軍士官一般會穿一件有扣外套，類似美軍的製服。此外，軍官有各種各樣的帽子，包括軍帽、駐軍帽和貝雷帽（夏天是亞麻，冬天是羊毛）。貝雷帽的顏色對於不同季節與崗位，都不一樣。
敘利亞的突擊隊與傘兵隊，會穿不同模式的迷彩、軍靴、頭盔與防彈衣，也會戴上紅色或橙色的貝雷帽。在有需要情況下，軍隊也會提供防護服來處理有害物質，並包括俄國製造的ShMS-41面具。舊有的ShMS使用軟管，而新的則使用罐裝呼吸器 。不過，敘利亞軍隊的實際裝備並不清楚，因為雖然在戰間有數百小時的片段，卻沒有見到有士兵戴著這些裝備。

### 軍銜
在敘利亞軍隊裏，陸軍和空軍的軍階徽章是相同的，都是金色配綠色或藍色，而海軍的則是袖子上的金色條紋。在陸軍、海軍與空軍中，他們最高的軍銜都是中將，在1986年只有總司令與國防部長達到這個級別。

### 軍事勳章
雖然敘利亞共有25種軍事勳章與獎項，一般只有高層軍官才戴上獎牌的絲帶。敘利亞主要的包括：倭馬亞勳章、軍事榮譽獎牌、戰爭獎牌、勇氣獎牌、雅爾矛克獎牌、作戰負傷獎牌、與3月8日獎牌。